# Kallijärvi (sjö i Satakunta, Finland)
Kallijärvi är en sjö i Finland. Den ligger i kommunen Siikais i landskapet Satakunta, i den sydvästra delen av landet, 240 km nordväst om huvudstaden Helsingfors. Kallijärvi ligger 84 meter över havet. Arean är 15,1 hektar och strandlinjen är 1,74 kilometer lång. Sjön  ingår i Karvia å huvudavrinningsområde.   I omgivningarna runt Kallijärvi växer i huvudsak blandskog.